# Ла Форма (Фрозиноне)
Ла Форма је насеље у Италији у округу Фрозиноне, региону Лацио.
Према процени из 2011. у насељу је живело 1533 становника. Насеље се налази на надморској висини од 411 м.